# Tour de Pologne 1979
36. edycja wyścigu kolarskiego Tour de Pologne odbyła się w dniach 6–15 lipca 1979. Rywalizację rozpoczęło 107 kolarzy, a ukończyło 80. Łączna długość wyścigu – 1335 km.
Pierwsze miejsce w klasyfikacji generalnej zajął Henryk Charucki (Metalowiec), drugie Janusz Kowalski (Chemik), a trzecie Jan Krawczyk (Polska). 
Na starcie stanęli wszyscy najlepsi polscy kolarze oraz ekipy z Włoch, Czechosłowacji, ZSRR, Holandii i Francji. Wyścig odniósł sukces pod względem sportowym i organizacyjnym (nie dopisała jedynie pogoda oraz sędziowie). Sędzią głównym wyścigu był Kazimierz Orłowski, a komisarzem UCI - Jurij Starowatych (ZSRR).

## Etapy
| Etap      | Data     | Start - meta                           | Długość (km)            | Zwycięzca etapu    | Lider              |
| prolog    | 6 lipca  | Warszawa (prolog o Memoriał H. Łasaka) | 72                      | Jan Jankiewicz     | Jan Jankiewicz     |
| I etap    | 7 lipca  | Warszawa – Włocławek                   | 154                     | Giovanni Bino      | Lechosław Michalak |
| II etap   | 8 lipca  | Włocławek – Ciechocinek                | 29 (jazda ind. na czas) | Jan Jankiewicz     | Lechosław Michalak |
| III etap  | 9 lipca  | Włocławek – Września                   | 146                     | Krzysztof Sujka    | Lechosław Michalak |
| IV etap   | 10 lipca | Września – Oleśnica                    | 170                     | Marek Szymaniak    | Lechosław Michalak |
| V etap    | 11 lipca | Oleśnica - Polanica                    | 164                     | Jan Jankiewicz     | Grzegorz Banaszek  |
| VI etap   | 12 lipca | dookoła Polanicy                       | 166                     | Janusz Kowalski    | Henryk Charucki    |
| VII etap  | 13 lipca | Polanica - Jelenia Góra                | 150                     | Massimo Manzotti   | Henryk Charucki    |
| VIII etap | 14 lipca | Jelenia Góra - Karpacz                 | 113                     | Ryszard Szurkowski | Henryk Charucki    |
| IX etap   | 15 lipca | Jelenia Góra - Leszno                  | 171                     | Ryszard Szurkowski | Henryk Charucki    |

## Końcowa klasyfikacja generalna

### Klasyfikacja indywidualna
| Poz. | Zawodnik           | Kraj   | Zespół     | Czas (średnia km/h)       |
| ---- | ------------------ | ------ | ---------- | ------------------------- |
| 1.   | Henryk Charucki    | Polska | Metalowiec | 33h 35' 02" (39,781 km/h) |
| 2.   | Janusz Kowalski    | Polska | Chemik     | +01' 58"                  |
| 3.   | Jan Krawczyk       | Polska | Polska     | +02' 46"                  |
| 4.   | Grzegorz Banaszek  | Polska | Legia      | +03' 24"                  |
| 5.   | Zbigniew Kraśniak  | Polska | Chemik     | +05' 03"                  |
| 6.   | Giovanni Bino      | Włochy | Włochy     | +05' 48"                  |
| 7.   | Tadeusz Wojtas     | Polska | Polska     | +06' 54"                  |
| 8.   | Zdzisław Obiegała  | Polska | Chemik     | +07' 47"                  |
| 9.   | Henryk Santysiak   | Polska | Metalowiec | +07' 51"                  |
| 10.  | Ryszard Szurkowski | Polska | Metalowiec | +04' 39"                  |

### Klasyfikacja drużynowa
| 1. | Chemik     | 100h 50' 59" |
| 2. | Polska     | +04' 26"     |
| 3. | Metalowiec | +09' 42"     |
| 4. | Włochy     | +25' 58"     |
| 5. | Górnik     | +28' 15"     |

### Klasyfikacja najaktywniejszych
| 1. | Jan Jankiewicz     | Polska | 24 pkt |
| 2. | Roman Cieślak      | Polska | 12 pkt |
| 3. | Tadeusz Wojtas     | Polska | 11 pkt |
| 4. | Grzegorz Banaszek  | Polska | 10 pkt |
| 5. | Lechosław Michalak | Polska | 9 pkt  |

### Klasyfikacja górska
| 1. | Jan Krawczyk       | Polska | 83 pkt |
| 2. | Tadeusz Wojtas     | Polska | 66 pkt |
| 3. | Janusz Kowalski    | Polska | 37 pkt |
| 4. | Ryszard Szurkowski | Polska | 35 pkt |
| 5. | Zbigniew Kraśniak  | Polska | 30 pkt |

### Klasyfikacja punktowa
(od 2005 roku koszulka granatowa)
| 1. | Ryszard Szurkowski | Polska         | 110 pkt |
| 2. | Roman Cieślak      | Polska         | 126 pkt |
| 3. | Pavel Galik        | Czechosłowacja | 153 pkt |
| 4. | Janusz Kowalski    | Polska         | 170 pkt |
| 5. | Grzegorz Banaszek  | Polska         | 204 pkt |